# كيث موريس (دبلوماسي)
كيث موريس (بالإنجليزية: Keith Morris)‏ هو دبلوماسي بريطاني، ولد في 24 أكتوبر 1934.